# Funky Filon
Funky Filon, właśc. Filip Rakowski (ur. 15 września 1976 w Warszawie) – polski raper, multiinstrumentalista, DJ, kompozytor, aranżer, autor tekstów piosenek, muzyk sesyjny. Członek Akademii Fonograficznej ZPAV.

## Życiorys
W wieku szkolnym był perkusistą w małych zespołach muzycznych w Warszawie, koncertując w stołecznych klubach, takich jak Klub Fugazi, w nieistniejącym już Kinie Tęcza, klubie Piekarnia czy w Kotłach. W tym samym czasie zainteresował się muzyką rap, co doprowadziło, że w 1996 roku kupił pierwsze gramofony i mikser, zaczął pisać teksty i kreować własne brzmienie działając z przyjaciółmi, późniejszymi członkami zespołu Killa Familla. Jesienią 1998 roku rozpoczął współpracę z zespołem P.U.F. (Pilich und Funk) – Wojtka Pilichowskiego z którym koncertował w Polsce promując płytę tej formacji – „Lodołamacz”. W zespole tym był raperem oraz skreczującym dj-em, zastępując w tych funkcjach odchodzącego z zespołu Bogusza Bilewskiego Juniora.
W popkulturze polskiej zaistniał szerzej jako raper w piosenkach „Tyle słońca w całym mieście” oraz „Tajemnice nas chronią”, które ukazały się na płycie Natalii Kukulskiej Autoportret z 1999. W ramach promocji tej płyty Funky Filon wziął udział w trasie koncertowej u boku Kukulskiej i towarzyszącego jej zespołu Woobie Doobie. Koncerty promujące ten album odbywały się w Polsce, jak również poza jej granicami (między innymi w U.S.A.). Do piosenki „Tyle słońca w całym mieście” powstał również klip, zrealizowany przez Bolesława Pawicę.
Rakowski w 2000 udzielił się w utworze „Smoki z komodo” w polskiej wersji językowej gry Hokus Pokus Różowa Pantera oraz wydał dwie płyty solowe. Debiutancki album pt. Autorytet z 2000 był nominowany do nagrody Fryderyk w kategorii Album Roku – Rap / Hip-Hop. W promującym album singlu „Przesilenie” wystąpiła Patrycja Gola, natomiast w teledysku – tancerka Ewa Szabatin.
W 2002 jego piosenka „Numer o hakerach (Dekalog hakera)” znalazła się na ścieżce dźwiękowej z filmu Haker w reżyserii Janusza Zaorskiego.
W 2005 wydał drugą autorską płytę, zatytułowaną Pan Fikoł. Album promował singlem „Mała Chinka” z gościnnym udziałem aktorki Kai Paschalskiej. Zarówno piosenka, jak i teledysk wzbudziły falę kontrowersji ze względu na swoją treść i formę – Polska została w niej przedstawiona jako kraj rasistowski, przy czym muzycznie piosenka utrzymana jest w bardzo lekkim, dyskotekowym stylu. Kilka stacji telewizyjnych i radiowych odmówiło promowania tej piosenki, natomiast klip do piosenki stał się szybko jednym z najczęściej pobieranych i przesyłanych plików w polskim Internecie.
Współpracuje jako muzyk sesyjny z wieloma polskimi artystami, takimi jak m.in.: Maryla Rodowicz, Kasia Kowalska, Natalia Kukulska, Wojtek Pilichowski, Wojtek Olszak, Reni Jusis, Urszula Dudziak, Sylwia Wiśniewska, Kaja Paschalska, Marek Kościkiewicz, Sidney Polak, Krzysztof „K.A.S.A.” Kasowski, Mandaryna, Kuba Molęda i Maciek Molęda.
Udzielał się także w reklamie. Ma na swoim koncie współpracę z takimi koncernami, jak Coca-Cola (reklama napoju Sprite), Nestlé, Lody Koral czy McDonald’s, dla którego wystąpił w serii spotów reklamowych w ramach kampanii I’m lovin’ it w 2003.
Jest współzałożycielem hardcore punkowej grupy The Leszczer’s (w której gra na perkusji od 1988). Od 1997 jest perkusistą zespołu Najakotiva. W 2004 roku również jako perkusista zasilił szeregi warszawskiej formacji Klarknowa, z którą koncertuje do dziś.
W latach 2009–2014 oficjalnie pełnił funkcję koncertowego Dj-a w zespole Sidneya Polaka.
Na początku 2013 dołączył do składu reaktywowanego zespołu Super Girl & Romantic Boys, w którym grał na perkusji. Brał także udział w produkcji i realizacji nagrań płyty tego zespołu. Z zespołem koncertował w kraju i za granicą, promując wydaną płytę aż do momentu odejścia, które nastąpiło na początku 2014.
Rakowski posiada wykształcenie muzyczne, zakończone dyplomem w klasie fortepianu i perkusji klasycznej.

## Dyskografia
Albumy
| Tytuł     | Dane dot. albumu                              |
| --------- | --------------------------------------------- |
| Autorytet | - Data: sierpień 2000 - Wydawca: BMG          |
| Pan Fikoł | - Data: 28 lutego 2005 - Wydawca: Fonografika |

Single
| „Przesilenie”                | 2000 | –  | Autorytet |
| „Oda do Żoliborza”           | 2000 | 19 | Autorytet |
| „I’m lovin’ it”              | 2003 | –  |           |
| „Mała Chinka”                | 2005 | –  | Pan Fikoł |
| „–” singel nie był notowany. |      |    |           |

Inne (jako muzyk sesyjny)
| Album                                                       | Rok  | Uwagi | Źródło |
| ----------------------------------------------------------- | ---- | --- | ------ |
| Annalist – Memories                                         | 1993 | klarnet | [ 19 ] |
| składanka – Espe Rekordino Prezentatione Sztany Zjednoczone | 1999 | perkusja w utworze „Bocassa” | [ 20 ] |
| Natalia Kukulska – Autoportret                              | 1999 | rap w utworach „Tajemnice nas chronią”, „Tyle słońca w całym mieście”                                                                          | [ 21 ] |
| Sylwia Wiśniewska – Cała ty                                 | 2000 | scratche w utworze „Odpływają kawiarenki” | [ 22 ] |
| Wojciech Pilichowski – Π                                    | 2001 | scratche w utworach „O.H.”, „Protocol”, „Cienielubię” oraz rap w utworach „Masz odwagę?”, „Johny Pulpo”                                        | [ 23 ] |
| Play – Forever                                              | 2001 | perkusja w utworze „Nie jestem stąd” | [ 24 ] |
| Kasia Kowalska – Antidotum                                  | 2002 | scratche w utworach „Nie wiem co nie wiem kto”, „Antidotum”, „Jak anioł”, „Nie mów mi”                                                         | [ 25 ] |
| Virgin – Virgin                                             | 2002 | scratche w utworze „Sagan Ohm Warr” | [ 26 ] |
| Kaja Paschalska – Kaja 2                                    | 2003 | rap w utworze „Tak być nie miało” | [ 27 ] |
| Ametria – Piątek3nastego                                    | 2004 | scratche | [ 28 ] |
| Sidney Polak – Sidney Polak                                 | 2004 | scratche w utworach „Butelki”, „Chomiczówka”                                                                                                   | [ 29 ] |
| K.A.S.A. – Neuromantic                                      | 2004 | produkcja muzyczna, miksowanie, realizacja nagrań, instrumenty klawiszowe w utworze „Smak 80tych Lat (Super Fil & Romantic Boy – Remix)”       | [ 30 ] |
| K.A.S.A. – Pol-ska                                          | 2005 | perkusja, scratche | [ 31 ] |
| składanka – Tribute to Partia                               | 2005 | perkusja w utworze „Warszawa i ja” | [ 32 ] |
| Robert Chojnacki – Saxophonic                               | 2006 | scratche w utworze „Janek S.” | [ 33 ] |
| Mikołaj Majkusiak – Road to the Unknown                     | 2007 | scratche | [ 34 ] |
| K.A.S.A. – Wszystko od nova                                 | 2007 | scratche w utworze „No Te Vayas” | [ 35 ] |
| K.A.S.A. – Born in the PRL                                  | 2008 | scratche w utworze „No Te Hagas El Polaco” | [ 36 ] |
| Sidney Polak – Cyfrowy styl życia                           | 2009 | scratche w utworach „Wieżowce”, „Sztorm”, „Ostatni dźwięk”                                                                                     | [ 37 ] |
| Sidney Polak – Najmniejszy koncert świata                   | 2010 | scratche | [ 38 ] |
| Bednarek – Jestem…                                          | 2012 | scratche w utworze „Jestem... (sobą)” | [ 39 ] |
| Super Girl & Romantic Boys – Miłość z tamtych lat           | 2013 | produkcja muzyczna, realizacja nagrań, miksowanie utworów „Agd”, „Koma”, „Syreny”, „Chmura”, „Płyty”, „Miasto Nie Żyje”, „Mam Jeszcze 3 Życia” | [ 10 ] |
| Ceha Joint – Start EP                                       | 2014 | scratche w utworach „Plażing”, „Nocny dromader”                                                                                                | [ 40 ] |
| T.Love – Prymityw (reedycja)                                | 2014 | scratche w utworze „Pole garncarza” | [ 41 ] |
| Ceha Joint – Start                                          | 2015 | scratche | [ 42 ] |
| Bednarek – Oddycham                                         | 2015 | scratche w utworze „Euforia” | [ 43 ] |
| Super Girl & Romantic Boys – Osobno                         | 2016 | perkusja w utworach „Sylwester S”, „Tani Lot”, „Cienie”                                                                                        | [ 44 ] |
| Tabu – Sambal                                               | 2019 | scratche w utworze „Kasia” | [ 45 ] |
| Super Girl & Romantic Boys – Lunapark                       | 2020 | perkusja | [ 46 ] |